# Rohozná (Svitavyi járás)
Rohozná település Csehországban, a Svitavyi járásban. Rohozná Bystré, Banín, Lavičné, Svojanov és Stašov településekkel határos. Lakosainak száma 627 fő (2024. január 1.).

## Népesség
A település lakosságának változását az alábbi diagram mutatja:
| Lakosok száma | 1785 | 1872 | 2054 | 1161 | 956  | 715  | 651  | 654  | 614  | 627  |
|               | 1869 | 1890 | 1921 | 1950 | 1980 | 2001 | 2017 | 2019 | 2022 | 2024 |